# Johannes Döhler (Politiker)

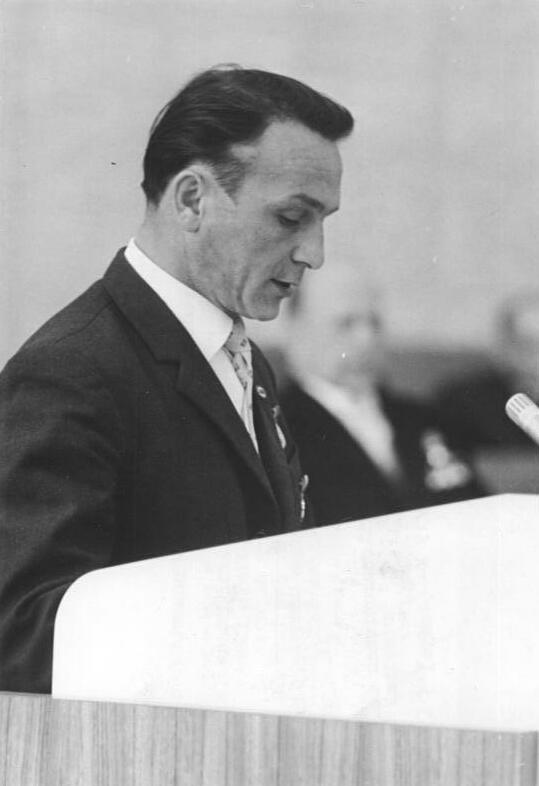
Johannes Döhler (1964)

Johannes Döhler (* 9. Juni 1926 in Sosa) ist ein ehemaliger Politiker der Sozialistischen Einheitspartei Deutschlands (SED) in der Deutschen Demokratischen Republik (DDR). Er war von 1963 bis 1971 Mitglied des Zentralkomitees der SED, wurde jedoch 1980 wegen Kritik an landwirtschaftlichen Entscheidungen aus der Partei ausgeschlossen.

## Leben
Döhler, Sohn eines Streckenwärters, absolvierte nach der Volksschule von 1940 bis 1943 eine Ausbildung zum Zimmermann. 1943/44 war er zum Reichsarbeitsdienst dienstverpflichtet. Im Oktober 1944 wurde er in die deutsche Wehrmacht eingezogen und kämpfte als einfacher Soldat im Zweiten Weltkrieg. 1945 geriet er in britische Kriegsgefangenschaft, wurde später an die französischen Besatzungstruppen übergeben und war als dienstverpflichteter Landarbeiter auf einem französischen Bauernhof eingesetzt.
Im Oktober 1948 wurde er entlassen, kehrte nach Deutschland zurück und erhielt eine Neubauernstelle. Wegen einer schweren Erkrankung seiner Frau gab er diese wieder auf. Bis 1954 arbeitete er als Zimmerer, Maurer und Lehrausbilder bei der SAG Wismut in Riesa. Dann wurde er Sachbearbeiter und ab 1955 Instrukteur der Abteilung Landwirtschaft beim Rat des Kreises Oschatz. 
Döhler wurde 1955 Kandidat und 1956 Mitglied der SED. Nachdem er 1956 zunächst als Mitglied in die Landwirtschaftliche Produktionsgenossenschaft (LPG) „Helmut Just“ in Börln im Kreis Oschatz aufgenommen worden war, war er von 1957 bis 1961 deren Vorsitzender. Auf dem Bauernkongress in Rostock 1960 wurde er von Walter Ulbricht mit dem Ehrentitel Held der Arbeit ausgezeichnet. Im Januar 1962 übernahm er den Vorsitz der benachbarten LPG „Walter Ulbricht“  in Dahlen. Die LPG-Leitung mit Johannes Döhler erhielt im Oktober 1963 aus den Händen Walter Ulbrichts den Nationalpreis der DDR. 1964 schloss er die Landwirtschaftliche Fachschule Hohenlehen ab und wurde staatlich geprüfter Landwirt.
Von 1962 bis 1964 war Döhler Mitglied der SED-Bezirksleitung Leipzig und von Januar 1963 bis Juni 1971 Mitglied des ZK der SED und des Landwirtschaftsrats der DDR. 1980 wurde er wegen „Ablehnung neuer agrarpolitischer Zielsetzungen“ aller Funktionen enthoben und aus der SED ausgeschlossen. Kurze Zeit später wurde er Invalidenrentner.